# 10728 Vladimirfock
10728 Vladimirfock (tên chỉ định: 1987 RT5) là một tiểu hành tinh vành đai chính. Nó được phát hiện bởi Lyudmila Zhuravlyova ở Đài vật lý thiên văn Crimean gần Nauchnyj, Ukraine, ngày 4 tháng 9 năm 1987. Nó được đặt theo tên Vladimir Fock, a Soviet physicist.